# کاکل‌پیشانی‌سانان
کاکل‌پیشانی‌سانان (نام علمی: Cariamiformes) نام یک راسته از زیررده نوآروارگان است.